# زلزال مارتينيك 2007
زلزال مارتينيك 2007 هو زلزالٌ وقعَ في مارتينيك في فرنسا بتاريخ 29 نوفمبر 2007.